# Rodulfo Figueroa, Oaxaca
Rodulfo Figueroa är en ort i Mexiko.   Den ligger i kommunen San Miguel Chimalapa och delstaten Oaxaca, i den sydöstra delen av landet, 600 km sydost om huvudstaden Mexico City. Rodulfo Figueroa ligger 1 332 meter över havet och antalet invånare är 141.
Terrängen runt Rodulfo Figueroa är kuperad åt sydost, men åt nordväst är den bergig. Runt Rodulfo Figueroa är det glesbefolkat, med 15 invånare per kvadratkilometer. Närmaste större samhälle är Santo Domingo Zanatepec, 19,2 km väster om Rodulfo Figueroa. I omgivningarna runt Rodulfo Figueroa växer i huvudsak städsegrön lövskog.